# (523692) 2014 EZ51
(523692) 2014 EZ51 ist ein transneptunisches Objekt im Kuipergürtel, das als SDO eingestuft wird. Aufgrund seiner Größe ist der Asteroid ein Zwergplanetenkandidat.

## Entdeckung
(523692) 2014 EZ51 wurde am 18. April 2010 im Rahmen des Pan-STARRS-Programmes am Haleakala-Observatorium entdeckt. Er erhielt von der IAU am 25. September 2018 die Kleinplaneten-Nummer 523692.
Der Beobachtungsbogen des Asteroiden beginnt mit der offiziellen Entdeckungsbeobachtung im April 2010. Im Oktober 2018 lagen insgesamt 190 Beobachtungen über einen Zeitraum von 8 Jahren vor.

## Eigenschaften

### Umlaufbahn
2014 EZ51 umkreist die Sonne in 380,68 Jahren auf einer elliptischen Umlaufbahn zwischen 40,63 AE und 64,42 AE Abstand zu deren Zentrum. Die Bahnexzentrizität beträgt 0,226, die Bahn ist 10,26° gegenüber der Ekliptik geneigt. Das Perihel durchläuft er das nächste Mal 2116.

### Größe
Gegenwärtig wird von einem berechneten Durchmesser von 615 bis 770 km ausgegangen; letzterer Wert beruht auf einem angenommenen Rückstrahlvermögen von 9 % und einer absoluten Helligkeit von 3,8 m. Damit ist davon auszugehen, dass 2014 EZ51 sich im hydrostatischen Gleichgewicht befindet und der Asteroid ist damit ein Zwergplanetenkandidat, basierend auf dem taxonomischen 5-Klassen-System von Mike Brown. Letzterer schätzt selbst den Durchmesser des Asteroiden auf 615 km aufgrund einer etwas höheren angenommenen Albedo von 10 % und einer absoluten Helligkeit von 4,2 m. Mike Brown geht davon aus, dass es sich bei 2014 EZ51 höchstwahrscheinlich um einen Zwergplaneten handelt.
| Jahr                                         | Abmessungen km | Quelle   |
| -------------------------------------------- | -------------- | -------- |
| 2018                                         | 770,0          | Johnston |
| 2018                                         | 615,0          | Brown    |
| Die präziseste Bestimmung ist fett markiert. |                |          |

Bis 2018 konnte nichts über Farbindices und Rotationslichtkurven in Erfahrung gebracht werden, so dass die Rotationsperiode, die Ausrichtung der Pole und die Form des Asteroiden bislang unbekannt sind.